# Екваторијална Гвинеја
Екваторијална Гвинеја (порт. Guiné Equatorial), званично Република Екваторијална Гвинеја (порт. República da Guiné Equatorial), је земља у западном делу централне Африке, и једна је од најмањих афричких држава. Граничи се са Камеруном на северу, Габоном на истоку и југу, и Гвинејским заливом на западу. На западу излази на Гвинејски залив, део Атлантског океана. Уз матично афричко копно ова земља обухвата и пет острва од којих је највеће Биоко (пре се називало Фернандо По) на којем се налази и главни град Малабо. Биоко је удаљен око 40 км од најближег камерунског копна и око 200 км од матице (Река Муни). Пре је била шпанска колонија под именом Шпанска Гвинеја. Државна територија (континентални део познат као Рио Муни) обухвата и више острва, међу којима и веће острво Биоко (бивши Фернардо По) на коме се налази главни град Малабо. Екваторијална Гвинеја је једина суверена афричка држава у којој је шпански званични језик. Године 2015. је ова земља имала процењену популацију од 1.222.245.
Екваторска Гвинеја је, упркос релативно малој површини и броју становника, заједница великог броја етничких скупина од којих је најзаступљенији народ Фанг. Откриће великих резерви нафте у другој половини деведесетих преобразило је привреду дотада једне од слабије развијених афричких земаља. Ипак, већина становништва тек треба осетити нагло повећање националног богатства.

## Име
Име Гвинеја потиче од Гвинејског залива. Придев екваторијална у називу стоји иако екватор заправо не пролази кроз ову земљу.

## Географија
Екваторијална Гвинеја се налази у западном делу централне Африке. Састоји се из континенталног дела који се зове Рио Муни и пет већих острва: Биоко, Анобон, Корсико, Елобеј Гранде, Елобеј Чико и из мањих острваца. Биоко, који се све до 1970-их звао Фернандо По, је највеће острво са површином од 2017 km² и налази се на 40 km од обала Камеруна. Рио Муни има површину од 26,003 km², река Рио Бенито га дели на два дела. Вулканско острво Анобон има површину од 18 km² и налази се 595 km јужно од острва Биоко. Клима је тропска, са тешким кишама, великом влажношћу, и честим сезонским променама.
Председник Екваторијалне Гвинеје гради нови главни град Ојала, далеко од обале.

### Положај
Државе са којима се Екваторијална Гвинеја граничи су Камерун и Габон. Површина државе износи 28.051 km².

### Геологија и рељеф
Земља се простире кроз неколико екорегиона. Рио Муни се највећим делом простире у области атлантских екваторијалних обалних шума, док се мали део простире у области централноафричких мангрова (око естуара реке Муни). Крос-Санага-Биоко обалне шуме протежу се већином острва Биоко, које су карактеристичне и за суседне области Камеруна и Нигерије. Планинске шуме планине Камерун и острва Биоко протежу се на висоравнима острва. Кишне низијске шуме острва Сао Томе, Принсипе и Анобон, покривају Анобон као и наведена острва у ДР Сао Томе и Принсипе.

### Воде
Естуар Муни представља ушће за више река: Конгу, Мандјани, Митонг, Мвен и Тимбони.

### Флора и фауна
Екваторијална Гвинеја је дом за шимпанзе, гориле, различите врсте мајмуна, леопарда, афричког бивола, антилопа, слонова, нилских коња, крокодила, као и различитих врста змија, укључујући питоне.

### Клима
Екваторијална Гвинеја има тропску климу са кишним и сушним периодима. Од јуна до августа, у Рио Мунију је сушна сезона, док је на острву Биоко; док је од децембра до фебруара обрнуто. Између тих месеци су прелазни периоди. Температуре на острву Биоко крећу се између 16 °C и 33 °C, док су у Рио Мунију просечне температуре око 27 °C. Годишње падавине крећу се од 1930 mm у главном граду, до 10.920 mm на југу острва Биоко.

## Историја
Португалски истраживач Фернао до По је тражећи пут за Индију открио 1472. острво Биоко. Назвао га је Формоза, али је убрзо добило име по њему. Острва Фернандо По и Анобон су колонизовали Португалци 1474. Португалци су задржали контролу над њим све до 1778. када су острва и трговачка права у континенталном делу од реке Нигер до реке Огове предате Шпанији у замену за територије на Америчком континенту. Од 1827. до 1843. Британија је основала базе на острву да би се борила против трговине робљем. Континентални део, Рио Муни, је постао протекторат 1885. и колонија 1900. Између 1926. и 1959. територија је уједињена у колонију Шпанска Гвинеја.
У марту 1968. под притиском локалних националиста и Уједињених нација, Шпанија је објавила да ће дати независност Екваторијалној Гвинеји. Званично је постала независна 12. октобра 1968. Од тада земља је имала два лидера, Франциска Масиас Нгуема, бившег градоначелника Моногома током Шпанске колонијалне власти, и његовог братанца Теодора Обианг Нгуема Мбасогоа, који је 1979. извршио државни удар и погубио свог стрица.

## Становништво
Већина људи Екваторске Гвинеје су Банту порекла. Највеће племе је Фанг, које је аутохтоно на копну (река Муни), али значајне миграције на острво Биоко су резултирале тиме да Фанг становништво премашује број ранијих Банту становника, племена Буби. Народ Фанг чини 80% становништва Екваторске Гвинеје и састоји се од 67 кланова. Они у северном делу реке Муни говоре фанг-нтуму, док они на југу говоре фанг-оках. Та два наречја су различита, али ипак међусобно разумљива. Фанг наречја се такође говоре у деловима суседног Камеруна (Булу) и Габона. Булу Фанг из Камеруна су традиционални ривали Фанговаца на реци Муни. Народ Буби, који чини 15% становништва, је аутохтон на острву Биоко. Традиционална црта разграничења између Фанга и „племена плаже” било је село Нифанг (граница Фанга) у залеђу Бате.
Осим тога, ту су и обалска племена, која се понекад називају Ндове или „плахероси” („људи плаже” на шпанском): Комбес, Бујебас, Баленгуес и Бенгас на копну и острвима, те Фернандинци, Крио заједница на острву Биоко. Заједно, ове групе чине 5% становништва. Неки Европљани (углавном шпанског или португалског порекла) - међу њима и они мешани са Африканцима - такође живе у држави. Већина Шпанаца је напустила острво након стицања независности. Ту је све већи број странаца из суседног Камеруна, Нигерије и Габона. Према Енциклопедији народа (2002) 7% Биоко острвљана су били Игбо, етничка група из југоисточне Нигерије. У Екваторијалну Гвинеју су се доселили Азијати и црни Африканци из других земаља, као радници на насадима какаоа и кафе. Остали црни Африканци долазе из Либерије, Анголе, Мозамбика. Већина Азијаца су Кинези, с малим бројем Индијаца.
Екваторијална Гвинеја је такође дозволила насељавање многим европским насељеницима других националности, укључујући и британске, француске и немачке, који су дошли у потрази за послом. Ту је и група Израелаца и Мароканаца. Око 100.000 житеља се одселило у Камерун, Габон и Нигерију због диктатуре Франциска Макиаса Нгуеме. Неке заједнице Екваторијалне Гвинеје такође се могу наћи у Латинској Америци, САД, Португалу и Француској. Искоришћавање нафте је допринело удвостручењу становништва у Малабу.

### Језици
Службени језици су шпански (конкретно екватогвинејски шпански), француски и португалски. Међутим, Владина службена интернетска страница наводи да: ".. Шпански је службени управни језик и језик образовања, француски је други службени језик, а готово све етничке групе говоре различите језике под називом банту"
Аутохтони језици укључују фанг, буби, бенга, пичинглис (креолски енглески острва Биоко), ндове, баленгве, бујеба, исио, гуму, готово изумрли басеке, и друге, као и игбо из Нигерије, анобонски језик (фа д'амбо) португалски креолски и креолски енглески. Поред тих језика, као страни језици се уче енглески и немачки. Домородачки језици су признати као „саставни делови националне културе” (Уставни закон број 1/21. јануар 1998). Велика већина становника Екваторијалне Гвинеје зна шпански, посебно они који живе у главном граду Малабу. Шпански је службени језик од 1844.
Неки медији известили су да је у октобру 2011. донесен Уставни закон који мења чланак четири Устава Екваторијалне Гвинеје. Овај уставни закон је успоставио трећи службени језик Републике Екваторијалне Гвинеје -португалски (у то време су само шпански и француски имали службени статус). То је био део настојања владе да побољша своју комуникацију, трговина и билатералне односе са земљама из португалског говорног подручја. Прихватање португалског следило је најаву од 13. јула 2007, којом је председник Обианг објавио одлуку његове владе да португалски постаје трећи службени језик, како би се задовољио један од услова за пријам у пуноправно чланство у Заједницу земаља португалског језика (CPLP), док је други укључивао политичке реформе које омогућују делотворну демократију и поштовање људских права. Ова надоградња би омогућила становницима Екваторијалне Гвинеје да учествују у неколико стручних и академских програма размене, и тиме би се олакшавала прекогранична циркулацију грађана. Његов захтев за чланство у CPLP тренутно се процењује међу члановима организације Према нацрту Уставног закона:.. „Овај Уставни закон ће ступити на снагу двадесет дана од објаве у Народним Државног новинама” Национални парламент је расправљао овај закон у окторбру 2011. До сада нема службене потврде о одобравању декрета од стране парламента нити објаве у Службеном гласнику државе. Штавише, службени извори Екваторијалне гвинеје не поступају још са португалским као службеним језиком.
У фебруару 2012. министар спољашњих послова Екваторијалне Гвинеје је потписао споразум са IILP (Instituto Internacional da LINGUA Portuguesa - Међународни институт за португалски језик) о промоцији португалског језика у Екваторијалној Гвинеји. Међутим, у јулу 2012. CPLP је поновно одбио захтев Екваторијалне Гвинеја пуноправно чланство, првенствено због упорног кршења људских права, а мање због недовољног напретка у ширењу португалског језика.

### Вера
Главна религија Екваторијалне Гвинеје је хришћанство које је вера око 93% становништва. То су већином римокатолици (87%), док протестанти сачињавају мањину (5%). Још 5% становништва следи аутохтона веровања, те око 2% су муслимани, бахаисти и друге вере.

## Административна подела
Екваторијална Гвинеја је подељена у седам провинција (у заградама се налазе главни градови):
- Анобон (Сан Антонио де Пале)
- Биоко Норте (Малабо)
- Биоко Сур (Луба)
- Центро Сур (Евинајонг)
- Кие-Нтем (Ебебијин)
- Литорал (Бата)
- Веле-Нзас (Монгомо)

## Привреда
Пре стицања независности привреда Екваторијалне Гвинеје се ослањала на производњу какаоа. Територија је имала највиши друштвени производ по становнику у Африци 1959.
Године 1996. откривене су велике резерве нафте. Производња нафте је 2004. била 360.000 барела на дан. Већина становништва се бави екстензивном пољопривредом и рибарством.